# Mertendorf, Saale-Holzland
Mertendorf là một đô thị thuộc huyện Saale-Holzland, trong bang Thüringen, Đức. Đô thị Mertendorf, Saale-Holzland có diện tích 3,78 km².